# Ichthyaetus
Ichthyaetus és un dels gèneres d'aus de la família dels làrids (Laridae), a l'ordre dels caradriformes (Charadriiformes). Aquest és un dels gèneres en els quals es va dividir el gènere Larus com a conseqüència dels estudis genètics de la primera dècada del segle XXI, si bé alguns autors inclouen totes les seves espècies dins del gènere Larus. El gènere Ichthyaetus fou descrit originalment l'any 1829 pel naturalista alemany Johann Jakob Kaup.
Són gavines de mitjana grandària i bec relativament fi comparat amb les espècies del gènere Larus.
Als Països Catalans hi crien regularment dues espècies d'aquest gènere: les gavines corsa i capnegra.

## Taxonomia
Segons la classificació del Congrés Ornitològic Internacional (versió 2.4, 2010) aquest gènere està format per 6 espècies:
- Gavià de Hemprich (Ichthyaetus hemprichii).
- Gavina capnegra mediterrània (Ichthyaetus melanocephalus).
- Gavina corsa (Ichthyaetus audouinii).
- Gavina ullblanca (Ichthyaetus leucophthalmus).
- Gavina relicta (Ichthyaetus relictus).
- Gavinot capnegre (Ichthyaetus ichthyaetus).

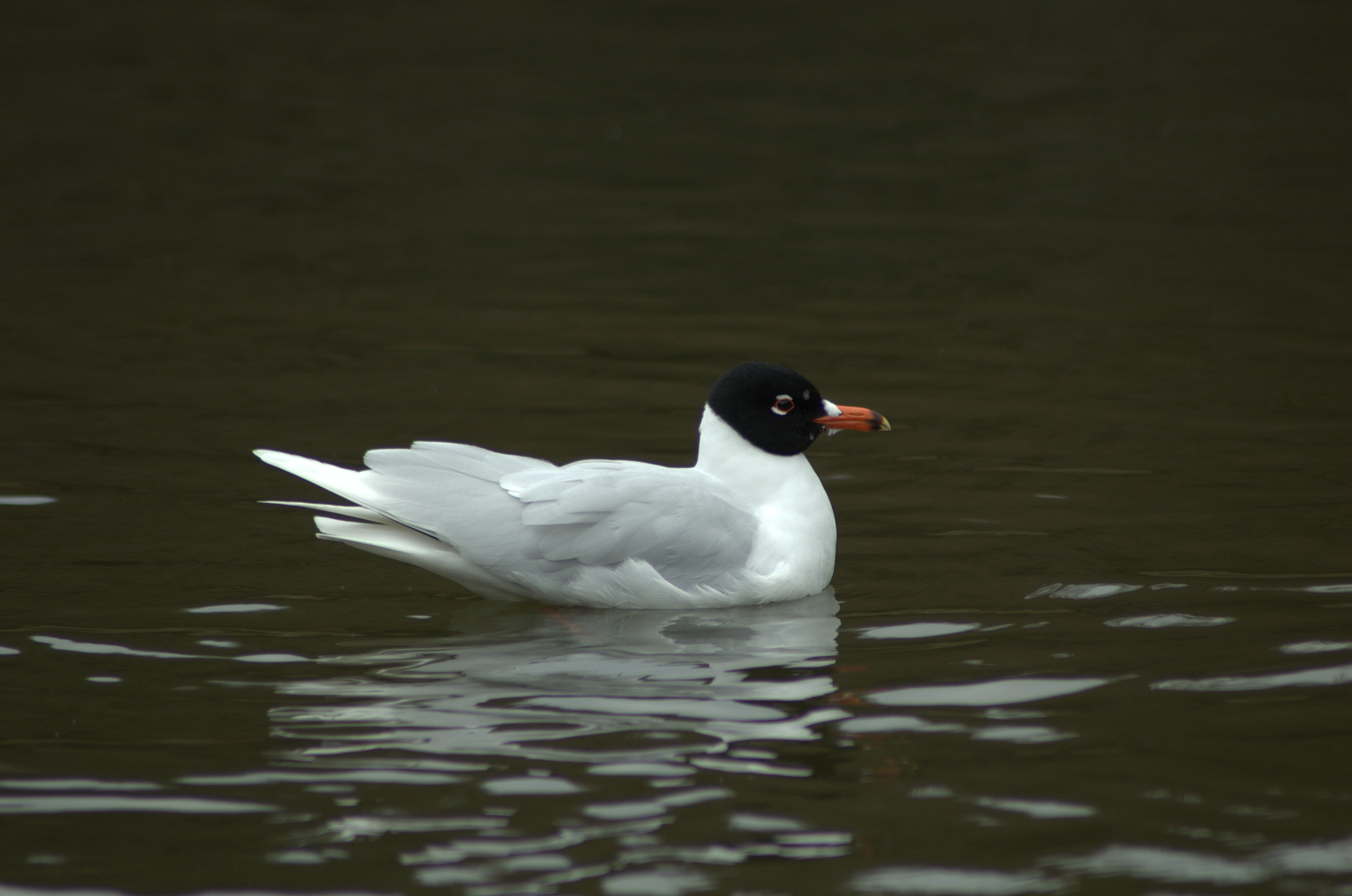
Gavina capnegra (I. melanocephalus) en plomatge d'estiu.